# Maszyna do księgowania

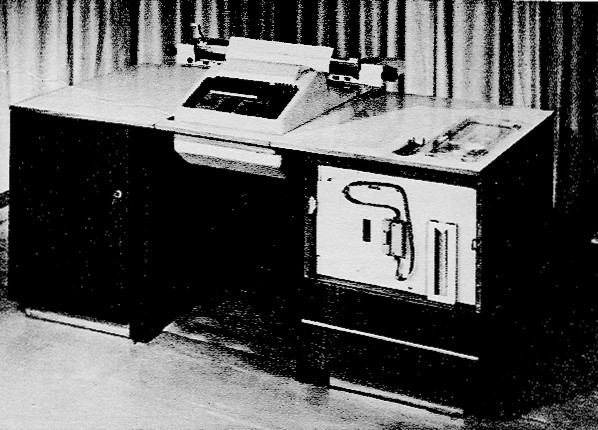

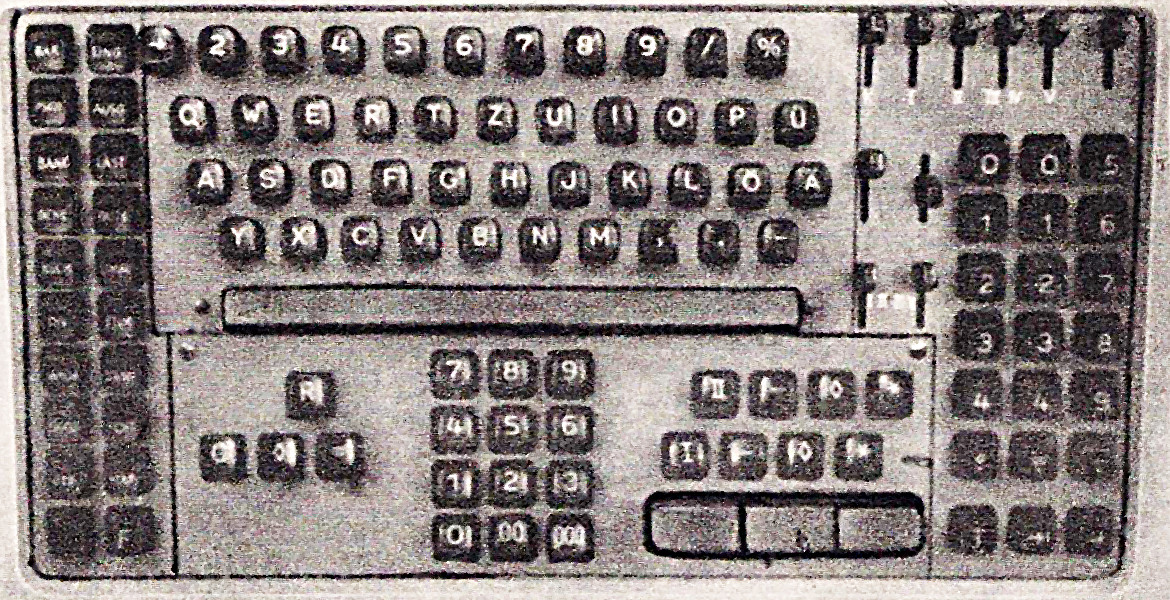
Klawiatura maszyny do księgowania

Maszyna do księgowania – połączenie maszyny do pisania i sumatora umożliwiające sumowanie i odejmowanie liczb w wierszach i kolumnach. Podstawowym jej zastosowaniem było księgowanie, a sterowanie realizowano całkowicie ręcznie lub automatycznie programem w tablicy programowej. Niektóre z tych maszyn miały możliwość podłączenia dziurkarki. Z biegiem czasu zastąpiona została przez automat obrachunkowy, a następnie komputer.